# Поселенський колоніалізм
Поселенський колоніалізм — форма колоніалізму, що виникла за часів європейських колоніальних імперій, при якій держава переселяє значну частину свого населення з метою встановлення постійної, автономної присутності і побудови подібного суспільства в іншій частині світу. Поселенська колонізація вважається найбільш насильницькою формою колонізації, що супроводжується великою кількістю етнічних чисток, особливо коли поселенці прагнуть знищити корінне населення і культуру на місці.

## Визначення
Поселення — це колоніальна територія, на якій оселяється велика кількість поселенців. Поселенський колоніалізм призводить до глибокої структурної перебудови життя та екології регіону порівняно з ресурсним (сировинним) колоніалізмом, який зазвичай рано чи пізно завершується деколонізацією. У світі є приклади і змішаних поселенсько-сировинних колоній.

## Приклади

### Європа
- Ісландія — колонізована вікінгами;
- Ірландія — колонізована норманами та англами;
- Кіпр — колонізований греками, потім турками з Анатолії;
- Фракія — колонізована османами;
- Болгарія — колонізована османами;
- країни Балтії — окуповані Радянським Союзом і колонізовані етнічними росіянами;
- Північне Причорномор'я, Північне Приазов'я та Кубань — колонізовані українцями.

### Північна Африка
- Алжир — колонізований Францією (1830—1962, Французький Алжир, пьє-нуар).
- Африка на південь від Сахари
- Капська і Бурська республіки — колонізовані Нідерландами, а потім Великою Британією;
- Західна Сахара — після Зеленого маршу 1975 року марокканська влада заохочувала марокканців оселитися на цій спірній території.

### Близький і Середній Схід
- Анатолія — колонізована греками, а потім тюрками з Центральної Азії;
- Палестинські території — зайняті ізраїльськими поселеннями.

### Америка
- Латинська Америка — колонізована Іспанією;
- Бразилія — колонізована Португалією;
- Квебек — колонізований Францією;
- Тринадцять колоній, Канада, Австралія, Нова Зеландія та Південна Африка — колонізовані Великою Британією;
- Американський Захід — колонізований Сполученими Штатами.

### Океанія
- Австралія — колонізована Великою Британією;
- Нова Зеландія — колонізована Великою Британією;
- Нова Каледонія — колонізована Францією.